# Enipeo

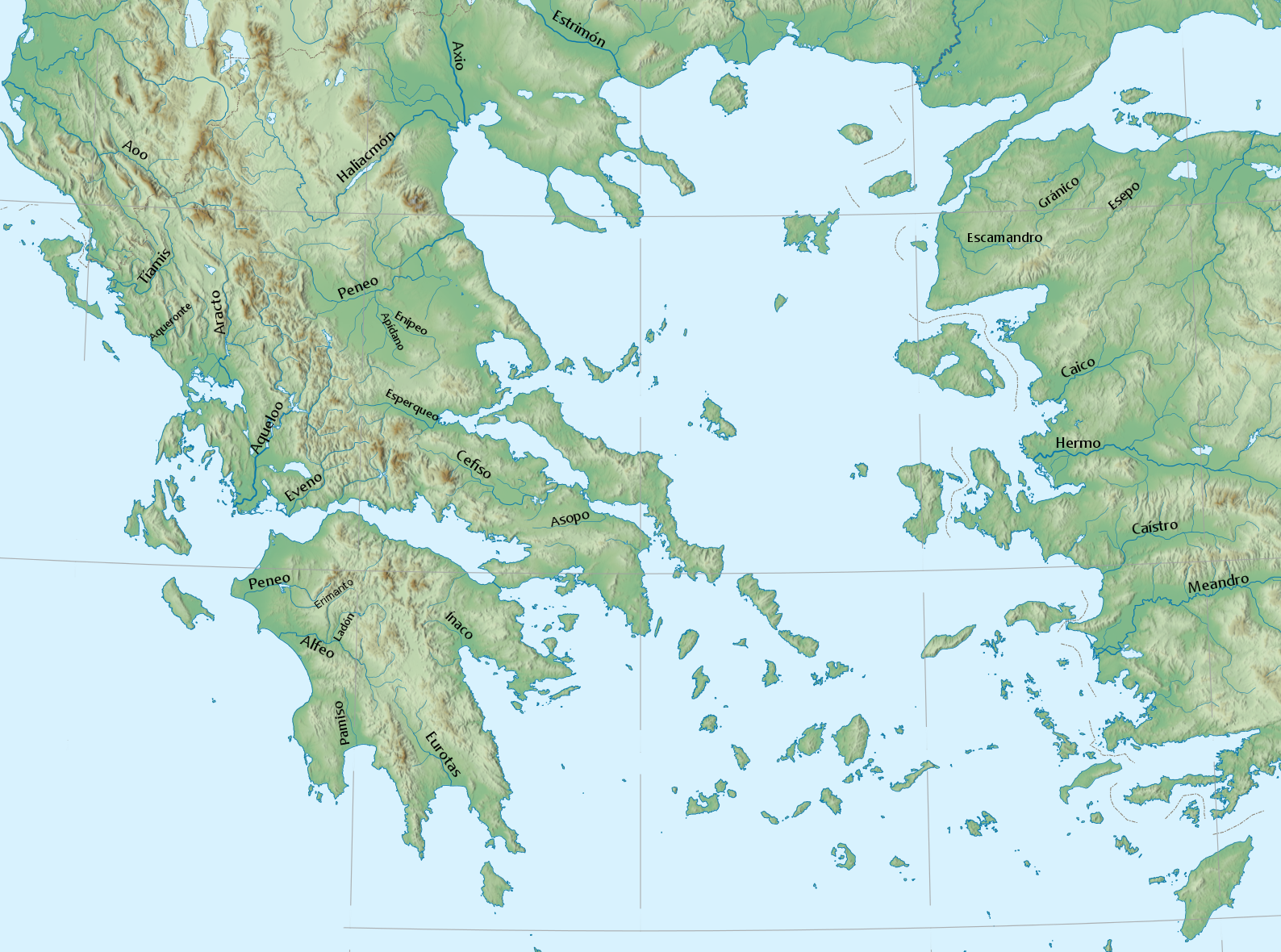
Mapa de los ríos de la Antigua Grecia. Enipeo personificaba al río de su mismo nombre, que discurre por Tesalia y desemboca en el río Peneo.

En la mitología griega, Enipeo (en griego antiguo, Ενιπεύς) o Enipes, es un oceánida, es decir, la personificación del río del mismo nombre, que discurre por la región griega de Tesalia. Como a todos los oceánidas, se considera a Enipeo hijo de Océano y Tetis. 
Tiro, hija de Salmoneo y Alcídice, se enamoró de Enipeo estando ya casada con Creteo, pero Enipeo no la correspondió. Poseidón, que a su vez quería poseer a Tiro, tomó la personalidad de Enipeo para seducirla, y de esa manera la hizo madre  de Pelias y Neleo.
Junto al río Enipeo tuvo lugar la batalla de Farsalia entre las tropas de Julio César y las de Pompeyo durante la segunda guerra civil de la República romana.
Estrabón nombra otro río denominado también Enipeo en el Peloponeso, que posteriormente se llamó Barniquio. Este otro río tiene sus fuentes junto a la antigua ciudad de Salmone y es afluente del río Alfeo.